# Didymocarpus purpureus
Didymocarpus purpureus är en tvåhjärtbladig växtart som beskrevs av Ridley. Didymocarpus purpureus ingår i släktet Didymocarpus och familjen Gesneriaceae. Inga underarter finns listade i Catalogue of Life.